# Молнар, Павол
Павол Молнар (словац. Pavol Molnár, 13 февраля 1936, Братислава — 6 ноября 2021 в Братиславе) — чехословацкий футболист, игравший на позиции нападающего.

## Карьера

### Клубная
Cловак по национальности. За свою карьеру выступал за два словацких клуба «Интер» и «Слован» (оба из Братиславы).

### В сборной
В сборной провёл 20 игр и забил три гола. Серебряный призёр чемпионата мира 1962, бронзовый призёр чемпионата Европы 1960.